# IT-sector (Nederland)
De IT-sector in Nederland bestaat anno 2007 vooral uit grote dienstenleveranciers en vestigingen van productleveranciers (hardware en software) die de lokale verkoop en 'after sales' verzorgen.

## Geschiedenis

### Jaren zestig
De Nederlandse IT-sector is pas in de jaren zestig van de twintigste eeuw ontstaan; enerzijds met vestigingen van internationale leveranciers als IBM, anderzijds met nieuwe bedrijfsactiviteiten van Philips. De laatste ondernam in de jaren zeventig samen met Siemens en CII een poging tot gezamenlijke ontwikkeling van een sterke Europese IBM-tegenhanger onder de naam Unidata. Dit samenwerkingsverband sneuvelde echter voortijdig, waarna Philips zich richtte op kantoorcomputers en minicomputers in de categorie midrange computers. In de vroege jaren negentig trok Philips zich helemaal terug uit de IT-sector.

### Jaren zeventig
In het midden van de jaren zeventig groeide de Nederlandse IT-sector met vele nieuwe bedrijven die zich vooral bezighielden met de ontwikkeling van bedrijfssoftware op maat voor hun klanten die massaal midrange computers aanschaften. Voorbeelden zijn:
- Bons; dat later opging in Centraal Beheer Automatisering, dat zelf werd overgenomen door Raet.
- Raet; dat later grotendeels opging in Pinkroccade en Getronics, dat zelf later PinkRoccade overnam en haar Getronics HR Solutions verkocht aan enkele investeerders die ook de rechten van naam Raet overnamen.
- Gimbrere & Dohmen; dat is overgenomen door Volmac.
- ICS; dat is overgenomen door Volmac en vervolgens na een faillissement uiteenviel in tal van kleinere bedrijfjes.
- Volmac; dat is opgegaan in Capgemini.
- L+T Informatica; dat is opgegaan in Bouwfonds Informatica.
- Data Process; overgenomen door Bouwfonds Informatica.
- Eniac; ook Bouwfonds Informatica.
- Bouwfonds Informatica; overgenomen door het Rijkscomputercentrum (RCC) dat uitgroeide tot PinkRoccade.
- Pink Elephant; overgenomen door PinkRoccade.
- TAS Groep; overgenomen door PinkRoccade.
- Pinkroccade; overgenomen door Getronics.
- Getronics; dat later geheel Wang Global overnam. Getronics werd later overgenomen door KPN.
- Centric; het bedrijf van Gerard Sanderink.
- BestData; overgenomen door Unit4 en later door Centric.
- Kramers; overgenomen door Centric.
- IGA; overgenomen door Centric.
- CMG, via Logica nu onderdeel van CGI.
- Baan; dat werd overgenomen door SSA dat op haar beurt werd overgenomen door Infor.
- Unit4, dat later het Noorse Agresso overnam en Unit 4 Agresso werd.
- Grote Beer, dat later werd overgenomen door Exact.
- Exact, dat in het buitenland tal van lokale soortgenoten overnam.
- BSO dat is opgegaan in Atos Origin

### Jaren tachtig
In de jaren tachtig van de twintigste eeuw nam het aantal lokale hardwareleveranciers snel toe, met vooral pc-dealerbedrijven zoals Infotheek en Kuipers (nu onderdeel van Corporate Express). Met Tulip Computers had Nederland ook een tijdje een zelfscheppende leverancier. HCS kwam, nam over en ging ten onder.
Datacommunicatie kwam in opmars in deze tijd met spelers zoals Gandalf Nederland BV.

### Jaren negentig
De jaren negentig tot en met de eerste jaren van de nieuwe eeuw kenmerkten zich door fusies en overnames. In de afgelopen tien jaar zijn er ook weer veel succesvolle nieuwe bedrijfjes bijgekomen waarvan sommigen snel groeiden en als een zeepbel uiteen spatten tijdens de Internetcrisis. Anderen hebben die crisis doorstaan en werden vervolgens overgenomen door de grote bedrijven.

## Brancheverenigingen
VIFKA was de eerste branchevereniging die vanuit de kantoormachinehandel ook doordrong in het hardwaredeel van de IT-sector. COSSO was jarenlang de branchevereniging voor de sofwarebedrijven (pakketleveranciers en vooral dienstverleners). In 1995 fuseerden Vifka Informatica (onderdeel van VIFKA) en COSSO tot FENIT. In 2005 fuseerden FENIT en de rechtsopvolgers van VIFKA in ICT~Office. Sinds 2013 heette die vereniging Nederland ICT. Op 1 oktober 2019 is de naam van de branchevereniging gewijzigd in NLdigital.

## Vakbonden
Het is opvallend dat de vakbonden nauwelijks voet aan de grond hebben gekregen in de IT-sector. In zijn proefschrift Developing Institutions probeert socioloog Adriaan van Liempt daar een verklaring voor te vinden.  Hij concludeert dat het een gevolg is van een schaaleffect en de buitenlandse herkomst van veel bedrijven: doordat de commerciële tak van de sector zich in het begin uit vele kleine zelfstandige bedrijfjes ontwikkelde, ontstond een bedrijfscultuur die wars was van vakbonden; vestigingen van buitenlandse ondernemingen, zeker uit de Verenigde Staten en het Verenigd Koninkrijk, weerspiegelden vaak de vijandige houding van het moederbedrijf tegenover iedere vorm van organisatie onder hun werknemers. Als zo'n bedrijfscultuur zich eenmaal heeft vastgezet, blijft ze meestal voortduren; een voorbeeld van padafhankelijkheid. Daarbij komt dat de meeste werknemers denken dat ze in staat zijn wegens hun speciale persoonlijke waarde voor een bedrijf individueel gunstigere arbeidsvoorwaarden te bedingen dan collectief, een gevolg van de bekende illusie dat de gemiddelde mens meent over bovengemiddelde capaciteiten te beschikken.

## Ondernemers
De Nederlandse IT-sector kende ondernemers die regelmatig het landelijke nieuws haalden.
- Jan Baan; samen met broer Paul Baan oprichter en directie Baan.
- Huub van den Boogaart; Nashuatec en HCS.
- Henk Bosma; directeur RCC stond aan de wieg van de overname van PinkRoccade door Getronics.
- Nina Brink; oprichtster Akam, A-line en later World Online.
- Franz Hetzenauer; samen met Rob Romein verantwoordelijk voor Tulip.
- Bob Jansen; oprichter Eniac.
- Wim van Leenen; oprichter Infotheek.
- Amandus Lundquist; jarenlang directeur IBM Nederland.
- Jan Mol, idem en vader van Michiel Mol die later Lost Boys oprichtte.
- Theo Mulder; oprichter Multihouse, professor en oprichter mediator SGOA.
- Joop van Oosterom; een van de Volmac grondleggers.
- Ton Risseeuw; oprichter Getronics.
- Willem Smit; oprichter van Newtron dat opging in Getronics
- Ton aan de Stegge; topfuncties bij achtereenvolgens Getronics, CSC, Ericsson, Telfort en PCM.
- Cor Stutterheim, grondlegger CMG.
- Rinse Strikwerda, oprichter TAS Groep[3]
- Eckart Wintzen; oprichter BSO en bedenker van de celtheorie voor groeiende IT-bedrijven.